# Église Saint-Jacques-le-Majeur de La Bolline Valdeblore
L'église Saint-Jacques-le-Majeur est une église catholique située à côté du village de La Bolline, à Valdeblore dans les Alpes-Maritimes en France.

## Localisation
L'église est située dans le département français des Alpes-Maritimes, à côté du village de La Bolline sur le territoire de la commune de Valdeblore.

## Historique
Pendant un siècle, de 1530 à 1630, toute activité artistique s'est arrêtée du fait de la guerre opposant le roi de France et l'empereur du Saint-Empire romain germanique. C'est dans les années 1640 que va commencer la reconstruction des églises, d'abord à Nice avec la cathédrale Sainte-Réparate, l'église Saint-Jacques-le-Majeur, l'église Saint-Martin. Ces églises adoptent le modèle des églises baroques romaines avec des nuances venues de Turin. Elles adoptent les recommandations de la Contre-Réforme avec des nefs permettant la prédication et des décors célébrant le triomphe de l'Église. Ces principes vont se diffuser dans les églises des montagnes avec des décors plus ou moins exubérant suivant les moyens financiers des communautés. La vallée de la Tinée voisine voit le reconstruction de plusieurs églises, à Tournefort, Marie (1701-1729), Roure, Isola (1682) et Clans (1681-1686).

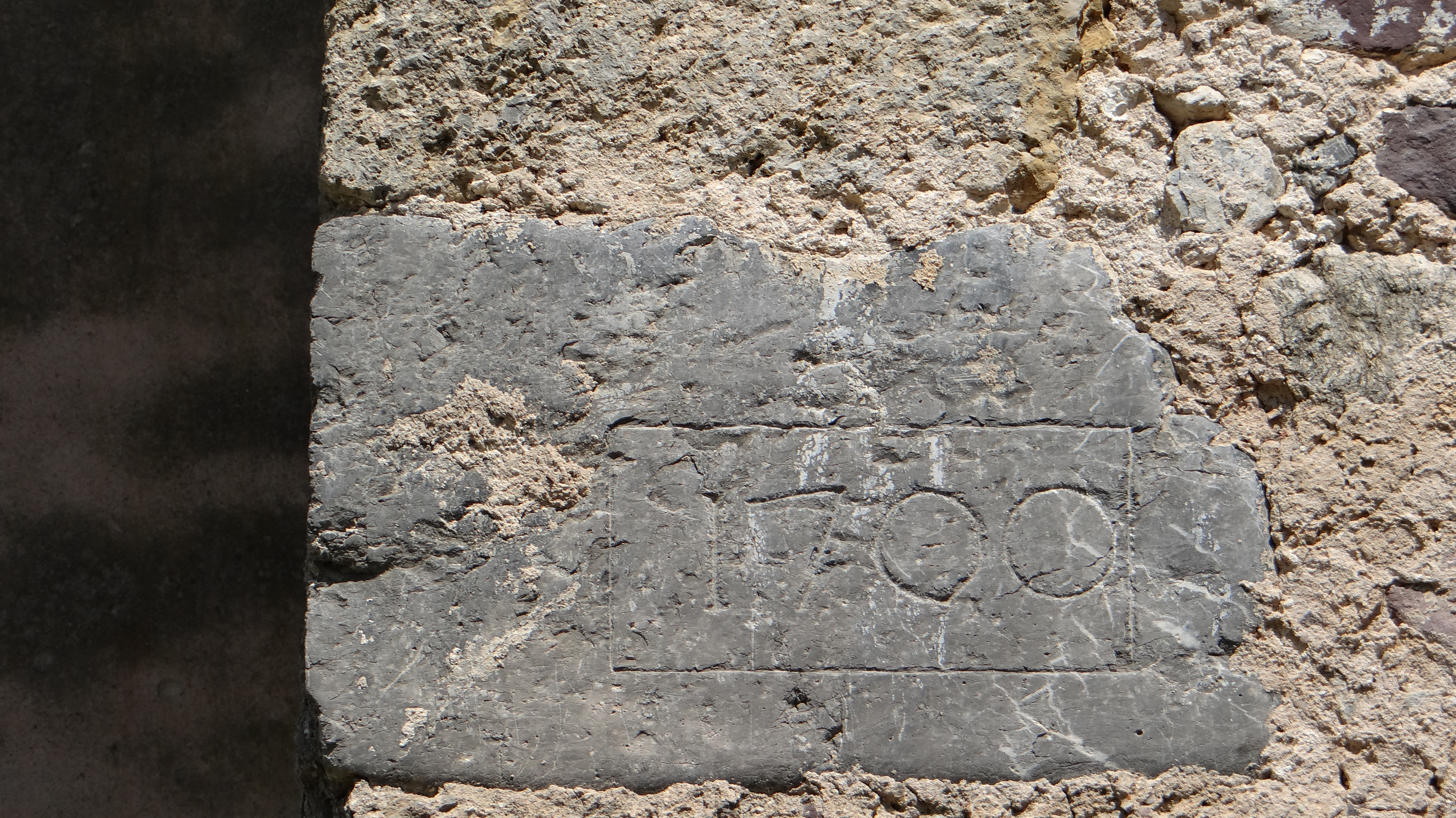
Date 1700 gravée sur une pierre de chaînage de l'angle sud-ouest de l'église.

Sur la clé de la voûte de la porte d'entrée est inscrit : DOM ST IACOB MAIOR. Sur un angle, à droite de l'entrée est gravée la date : 1700.
L'église paroissiale était commune aux villages de La Bolline et La Roche.
L'église possède un clocher de style roman tardif surmonté d'une pyramide, daté de 1532.

## Protection
L'édifice est inscrit au titre des monuments historiques en 1932.

## Description
L'église est construite suivant un plan rectangulaire, à nef unique de trois travées. La travée centrale est plus courte que les travées situées de part et d'autre qui donnent sur les quatre chapelles latérales. La travée centrale donne sur des chapelles basses surmontées d'une tribune, côté nord, et portant la chaire à prêcher, côté sud. Le chœur d'une seule travée de plan rectangulaire est moins large que la nef car il est resserré par des piliers. Le chevet est plat. Toutes les voûtes sont en berceau à pénétration reposant sur des pilastres engagés par l'intermédiaire de corniches et d'architraves portant un décor en faux marbre. Les chapelles latérales sont couvertes de voûtes en berceau en plein cintre. L'arc transversal de la voûte la chapelle côté sud près du chœur porte un décor de gypseries et faux marbre.
L'église est précédée d'un porche à colonnes doriques.

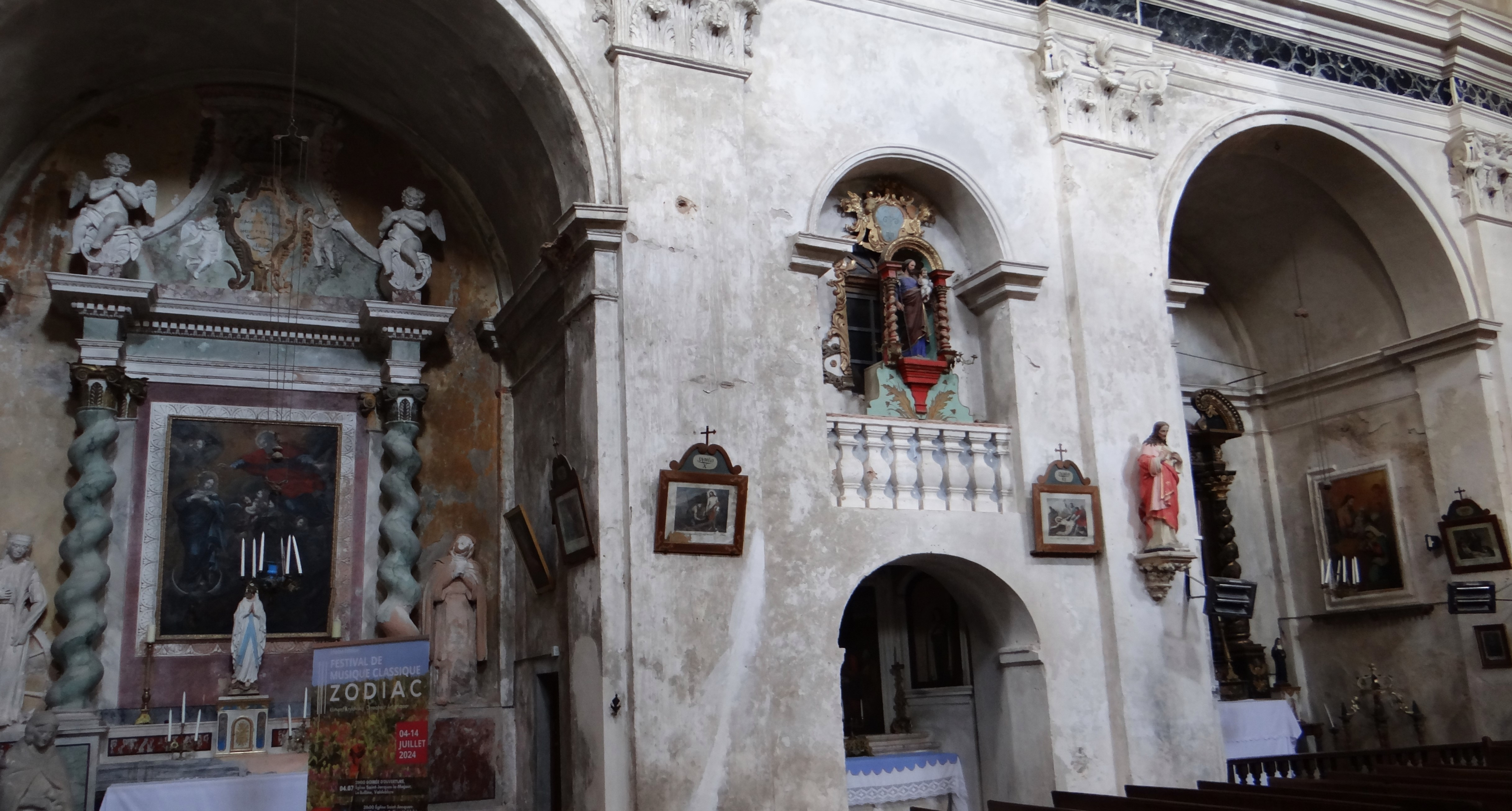
Côté nord de l'église
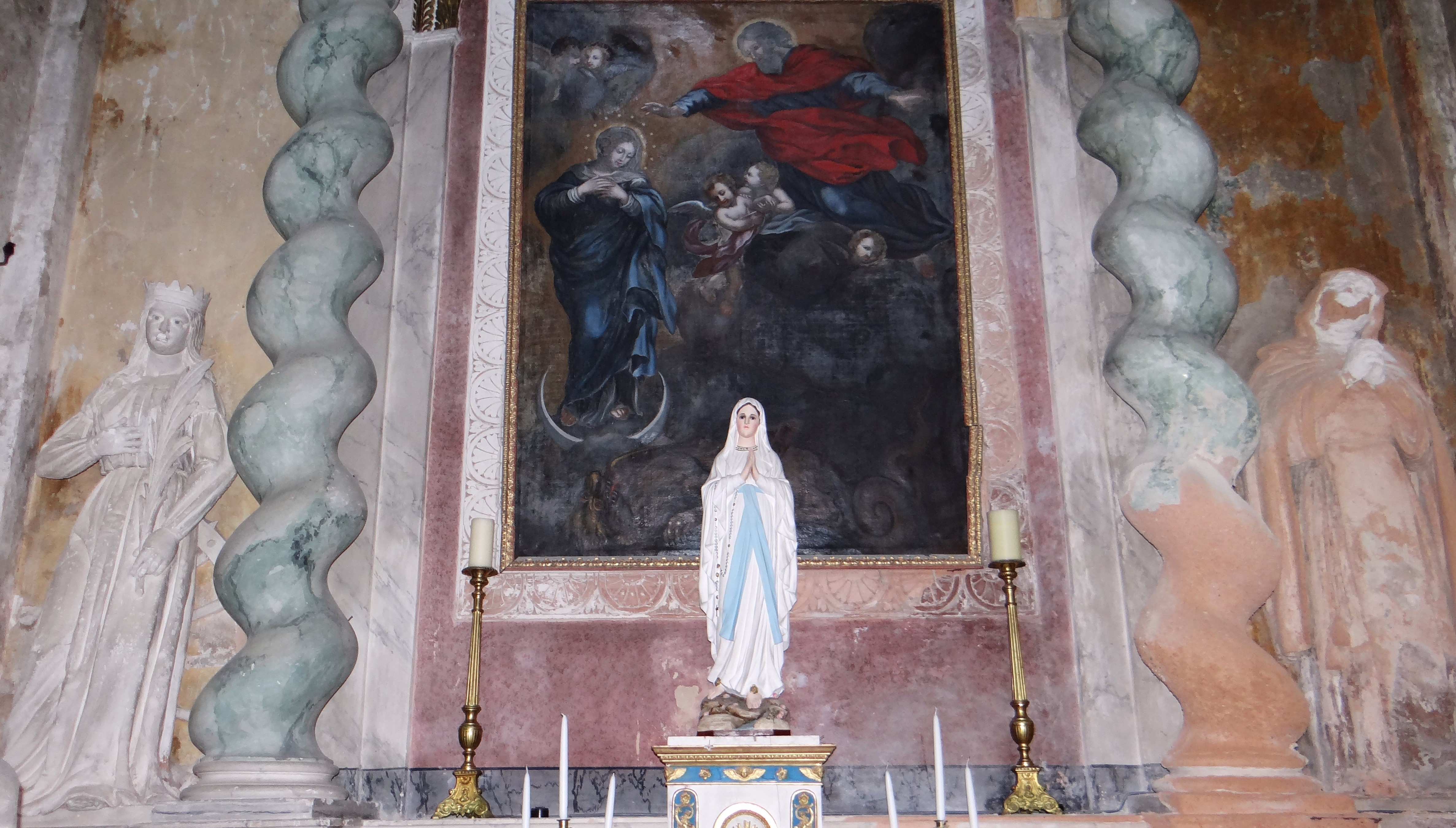
Chapelle de l'Immaculée : tableau de l'"Immaculée", peint vers 1740
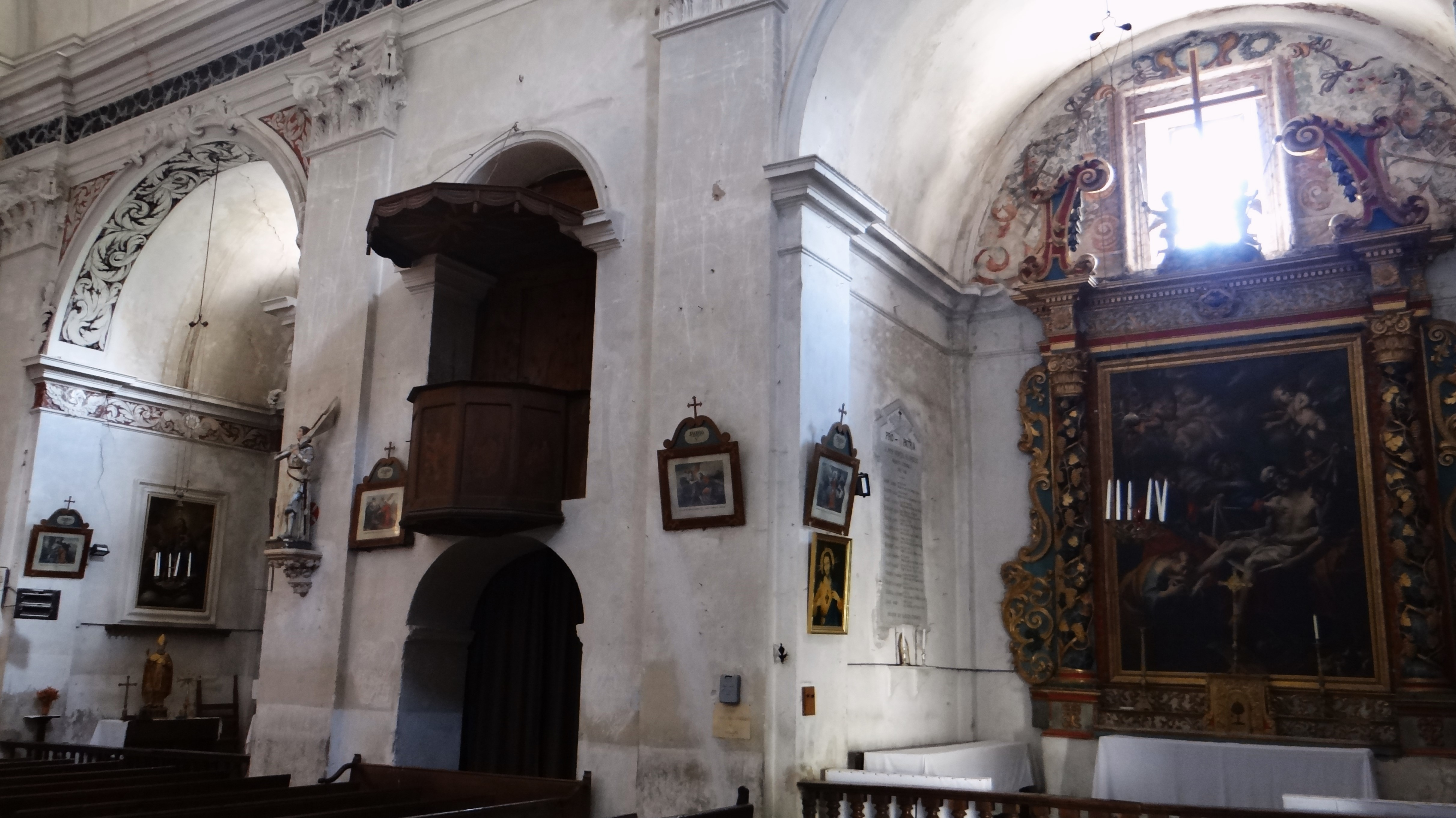
Côté sud de l'église
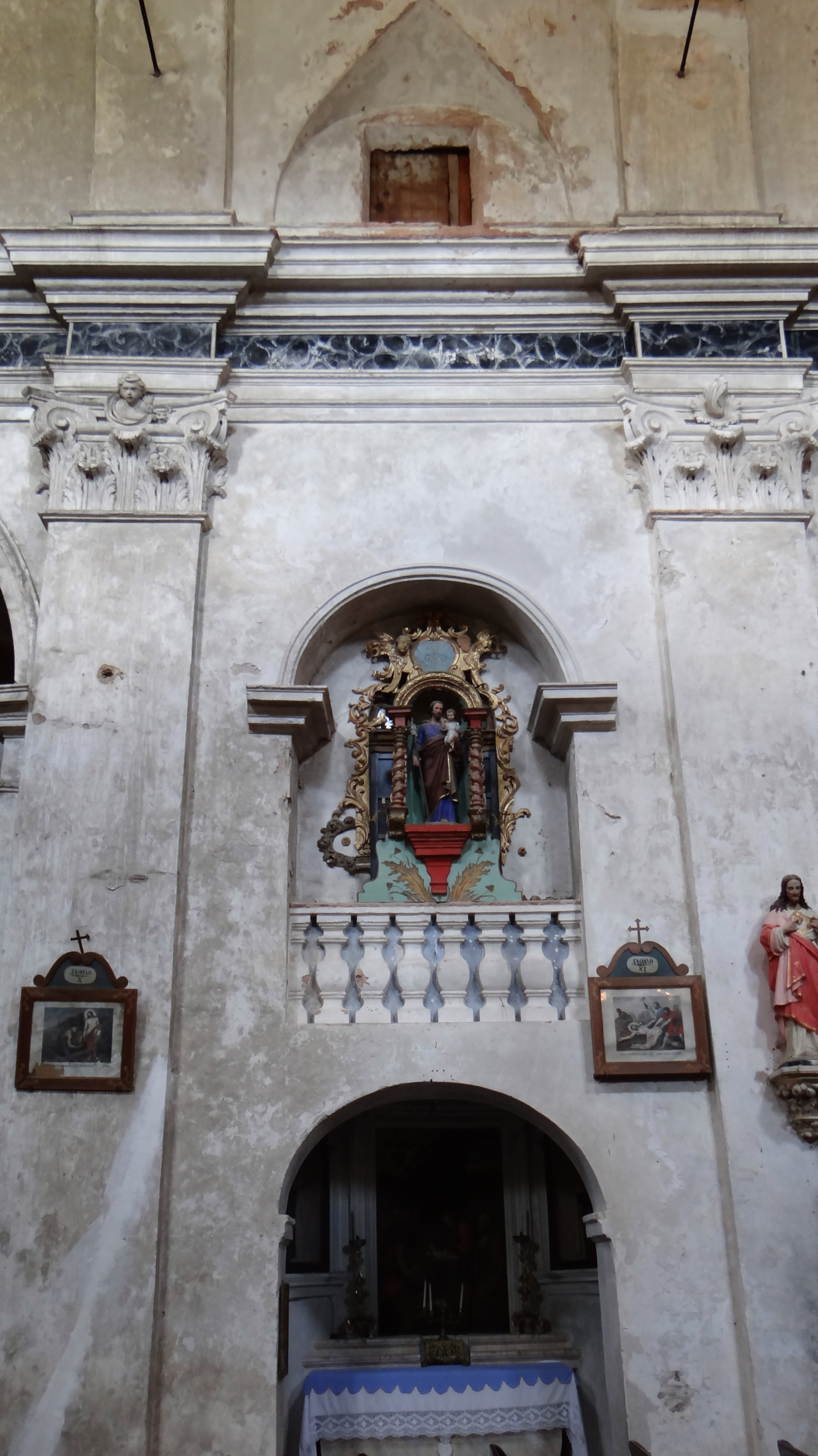
Élévation de la deuxième travée côté nord
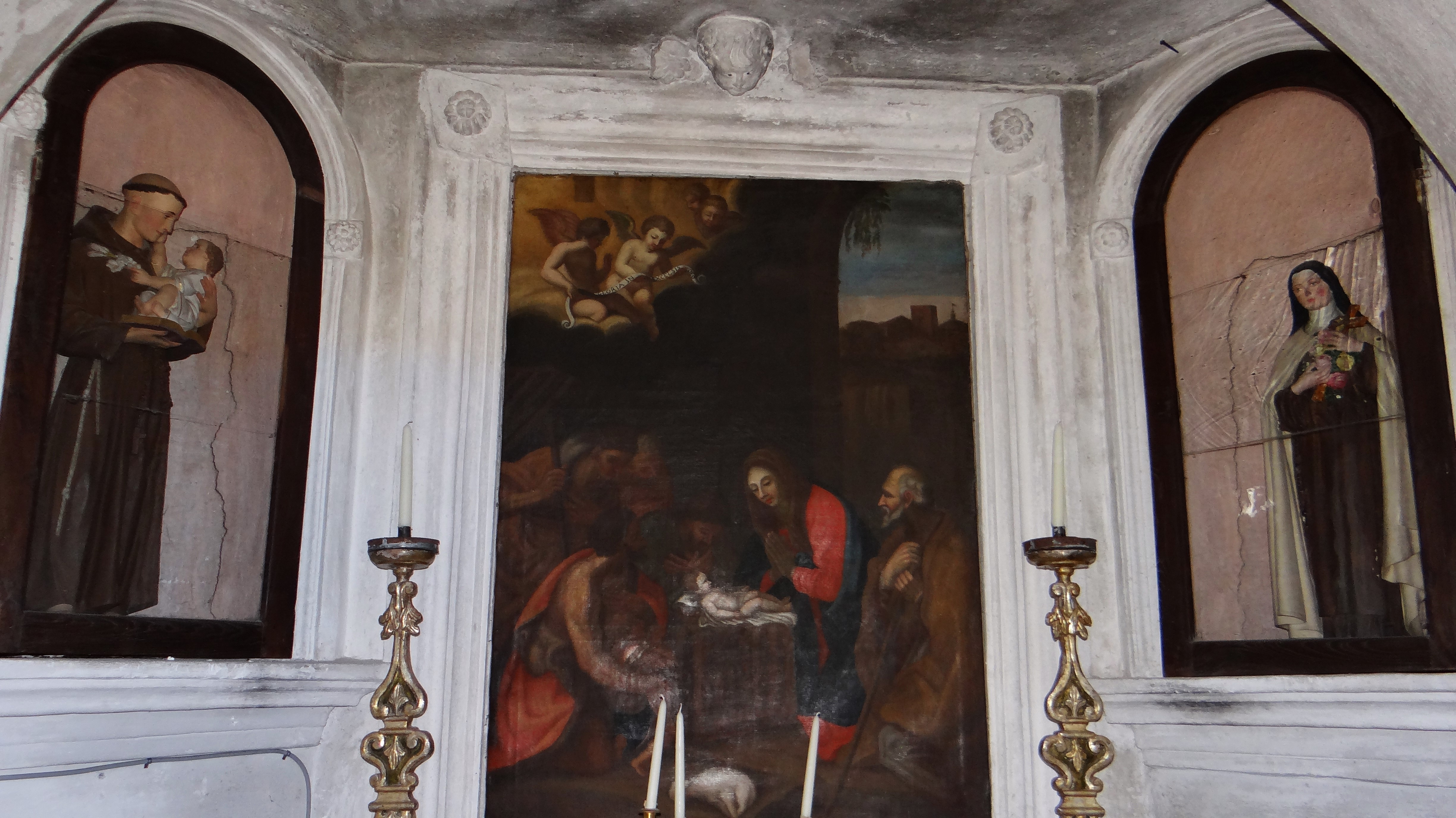
Petite chapelle sous la tribune côté nord. Tableau représentant l’Adoration des bergers
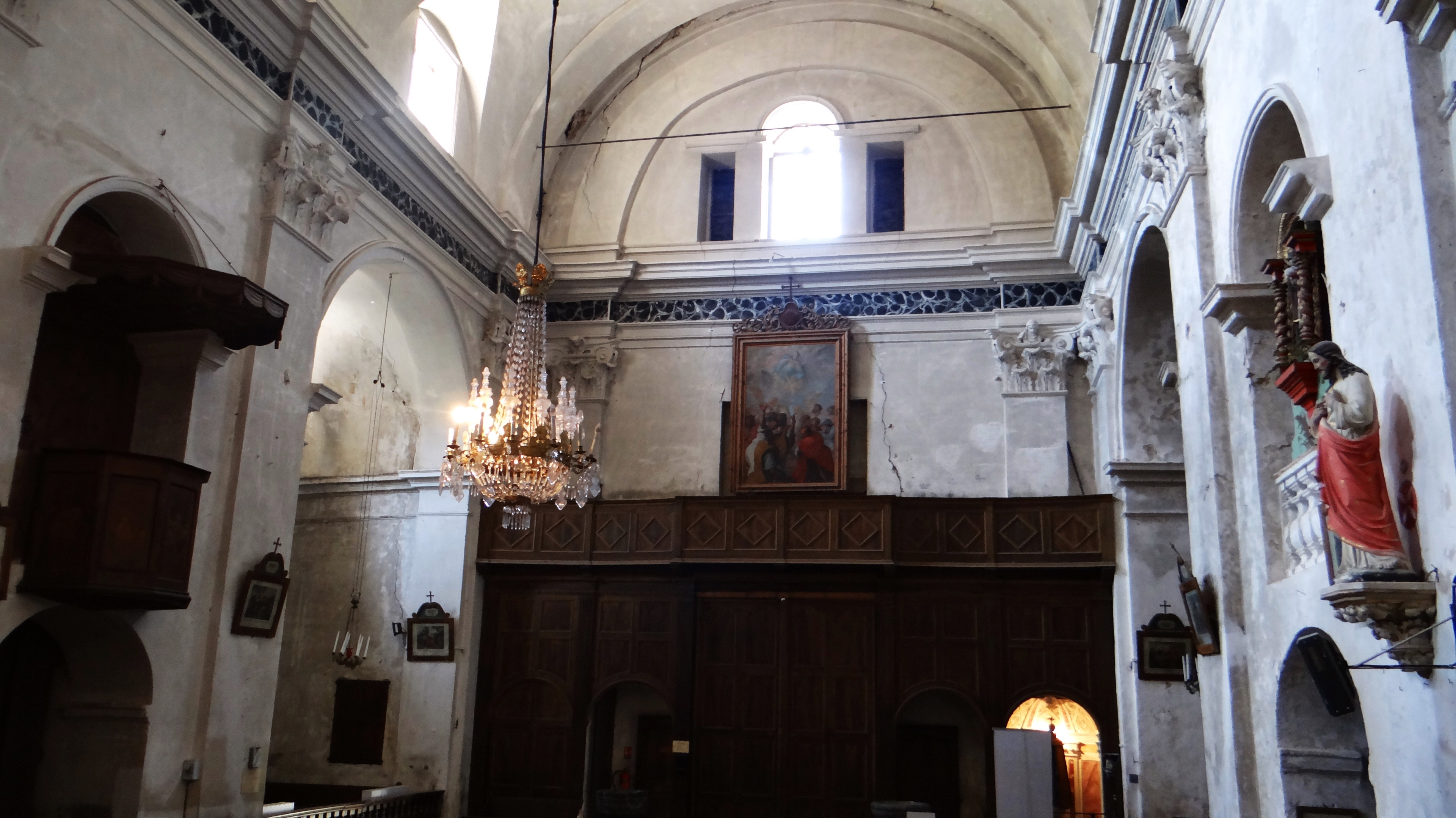
Décor du mur d'entrée de l'église. Le tableau représente l’Assomption de la Vierge, peint entre 1780 et 1810
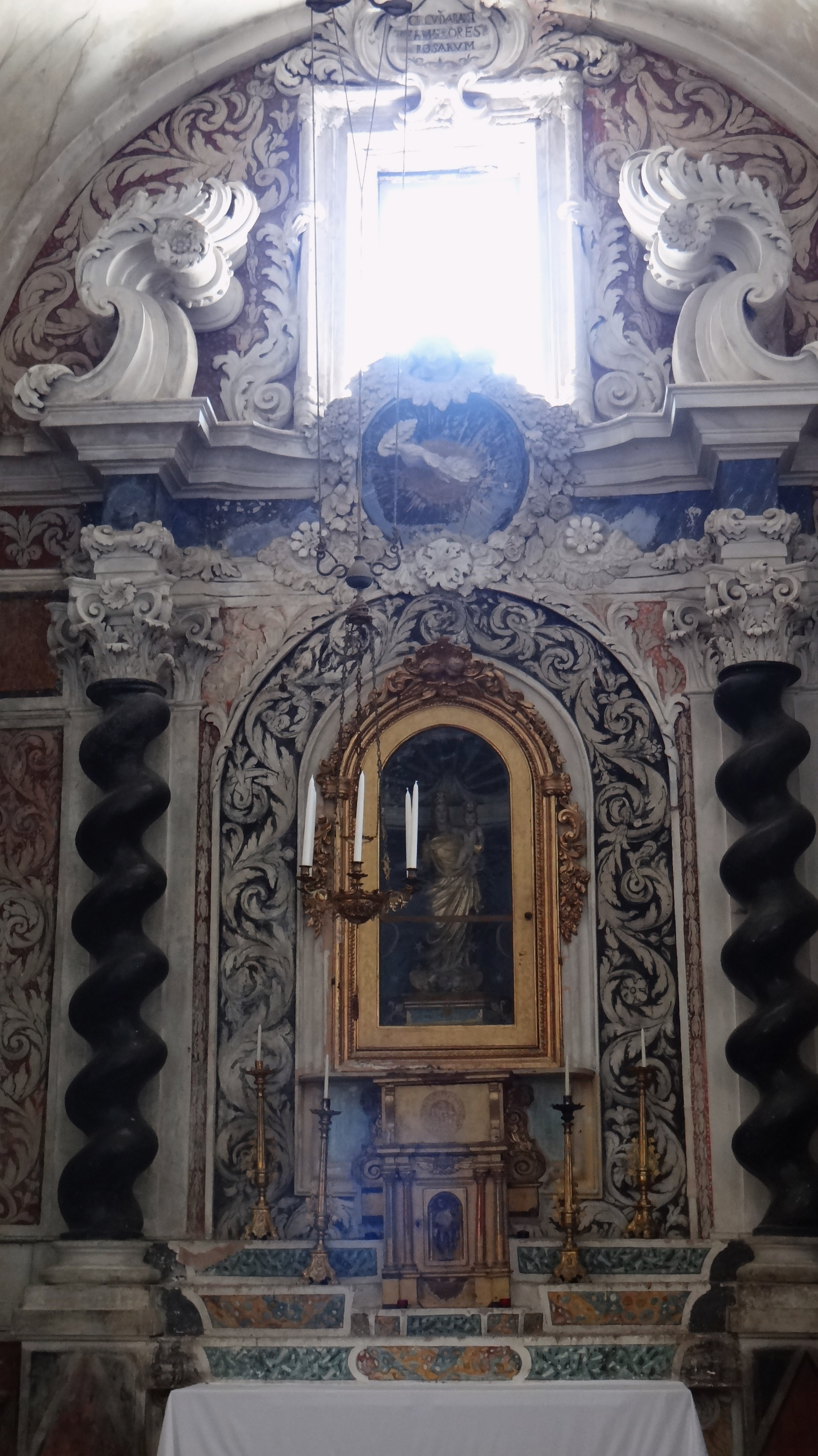
Chapelle latérale côté sud, près du chœur

## Mobilier
L'église possède plusieurs œuvres classées ou inscrites au titre des objets par les monuments historiques :
- tableau de l'Assomption, classé en 1930[4] ;
- tableau représentant le Christ descendu de la Croix[5], classé en 1897[6] ;
- autel, retable, tableau, tabernacle, exposition, huit chandeliers, croix d'autel (maître-autel) du maître-autel : Apparition de la Vierge à saint Jacques, tableau de Louis-Abraham van Loo, daté de 1702[7], classés en 1989[8]
- stalles, inscrites en 1982[9].

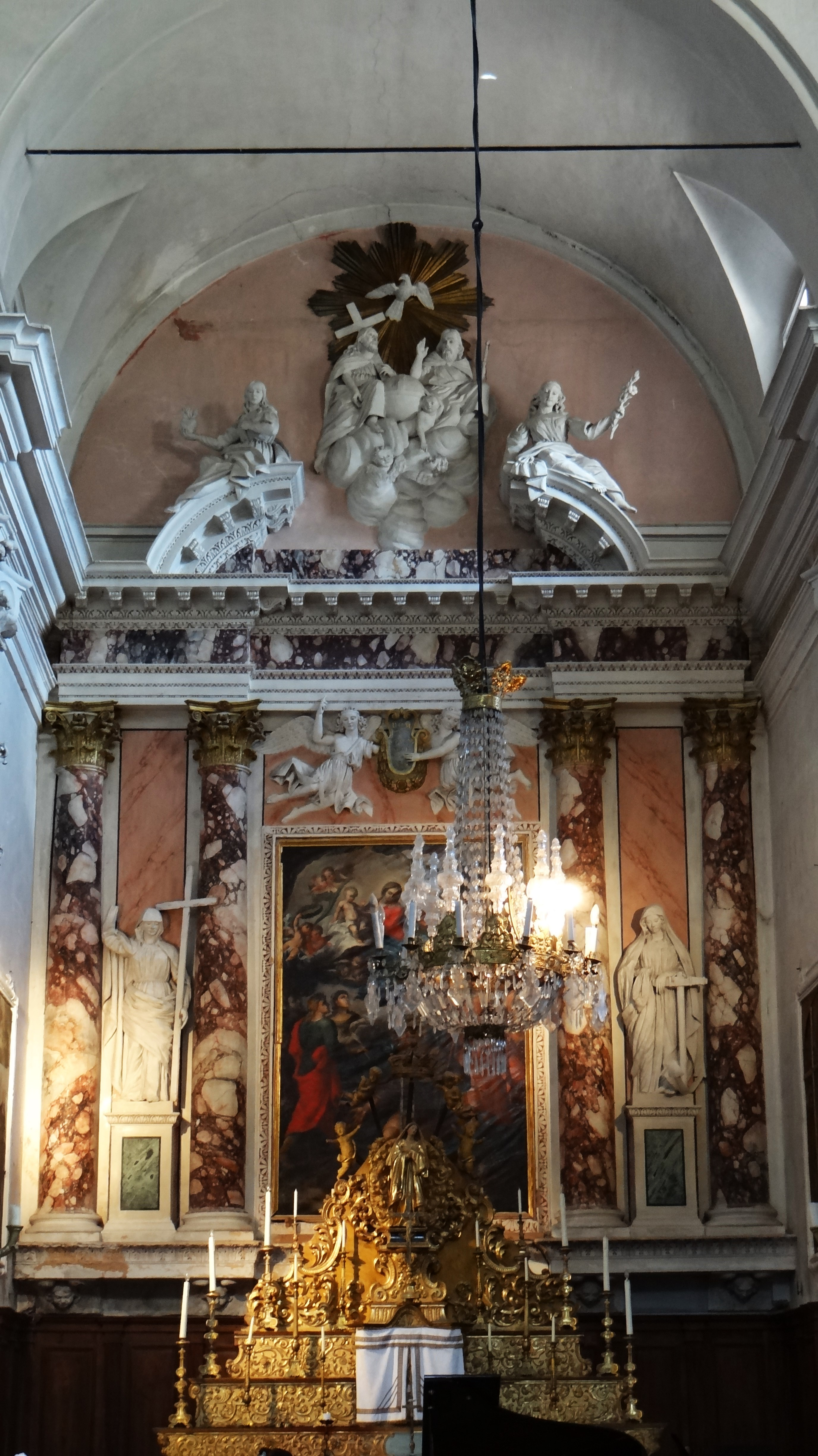
Maître autel avec le tableau Apparition de la Vierge Marie à saint Jacques, de Louis-Abraham van Loo (1702)
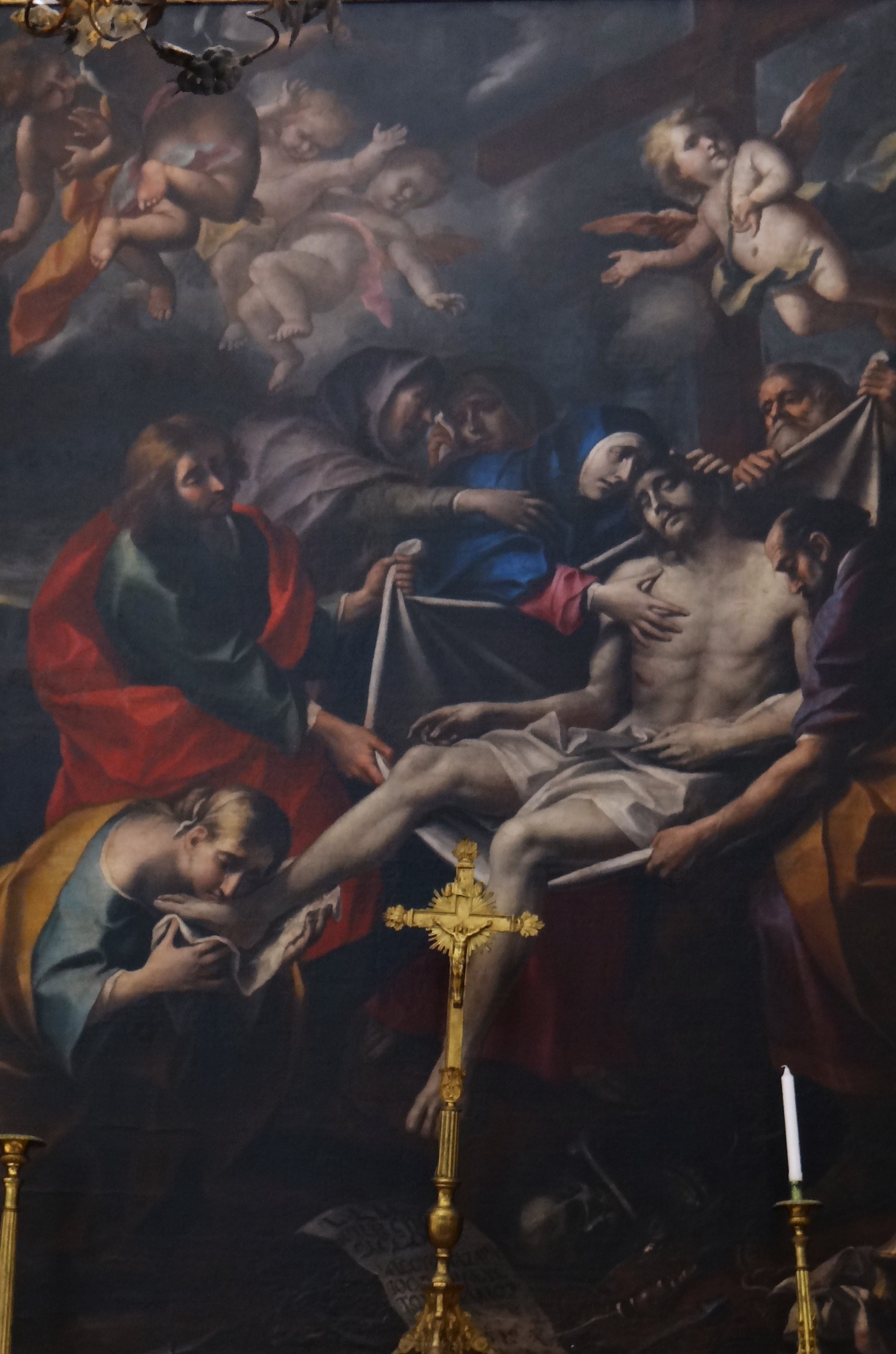
Tableau Déploration du Christ au pied de la Croix peint entre 1650 et 1700
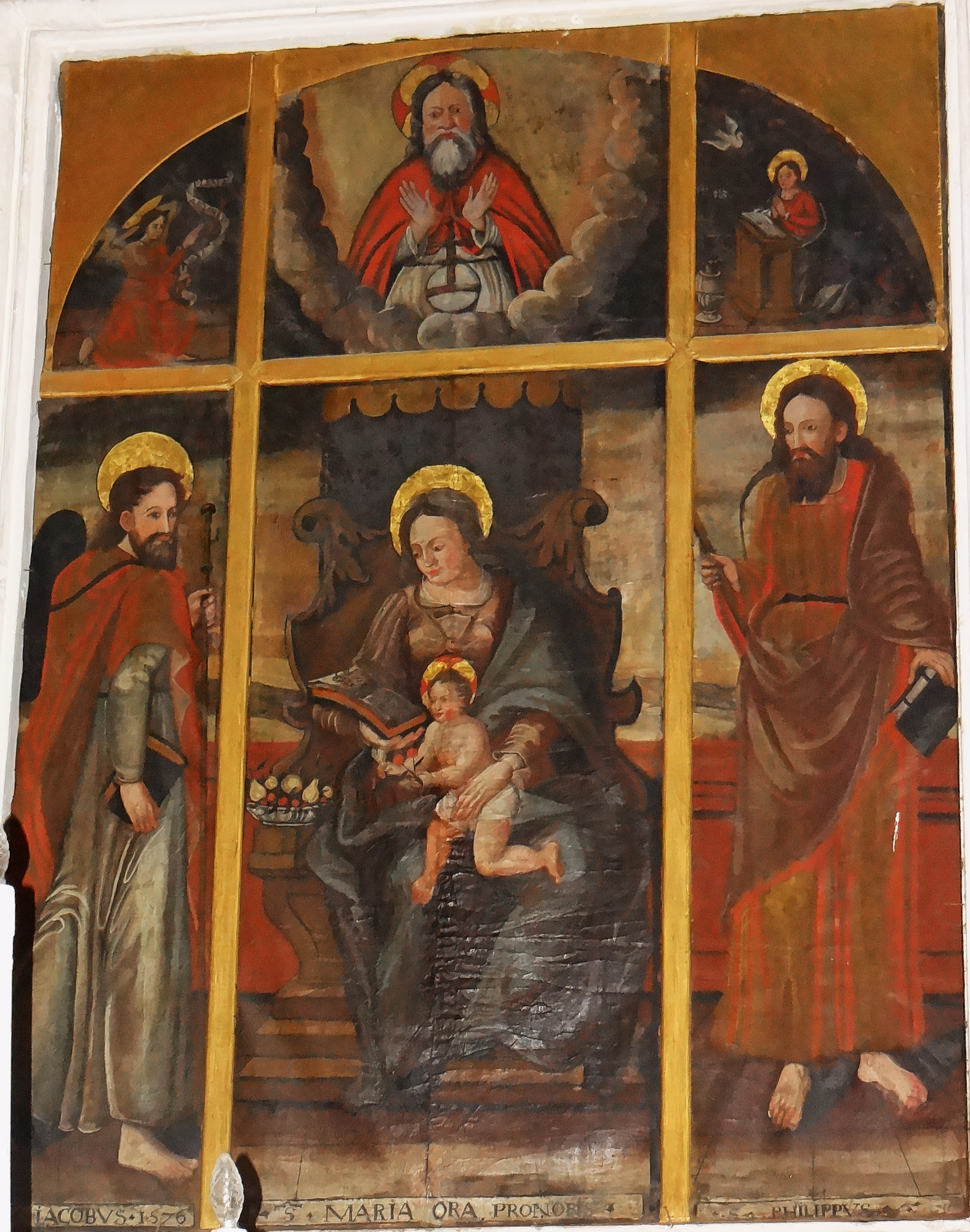
Triptyque de la Vierge à l'Enfant entourée des apôtres saint Jacques et saint Philippe (1576)
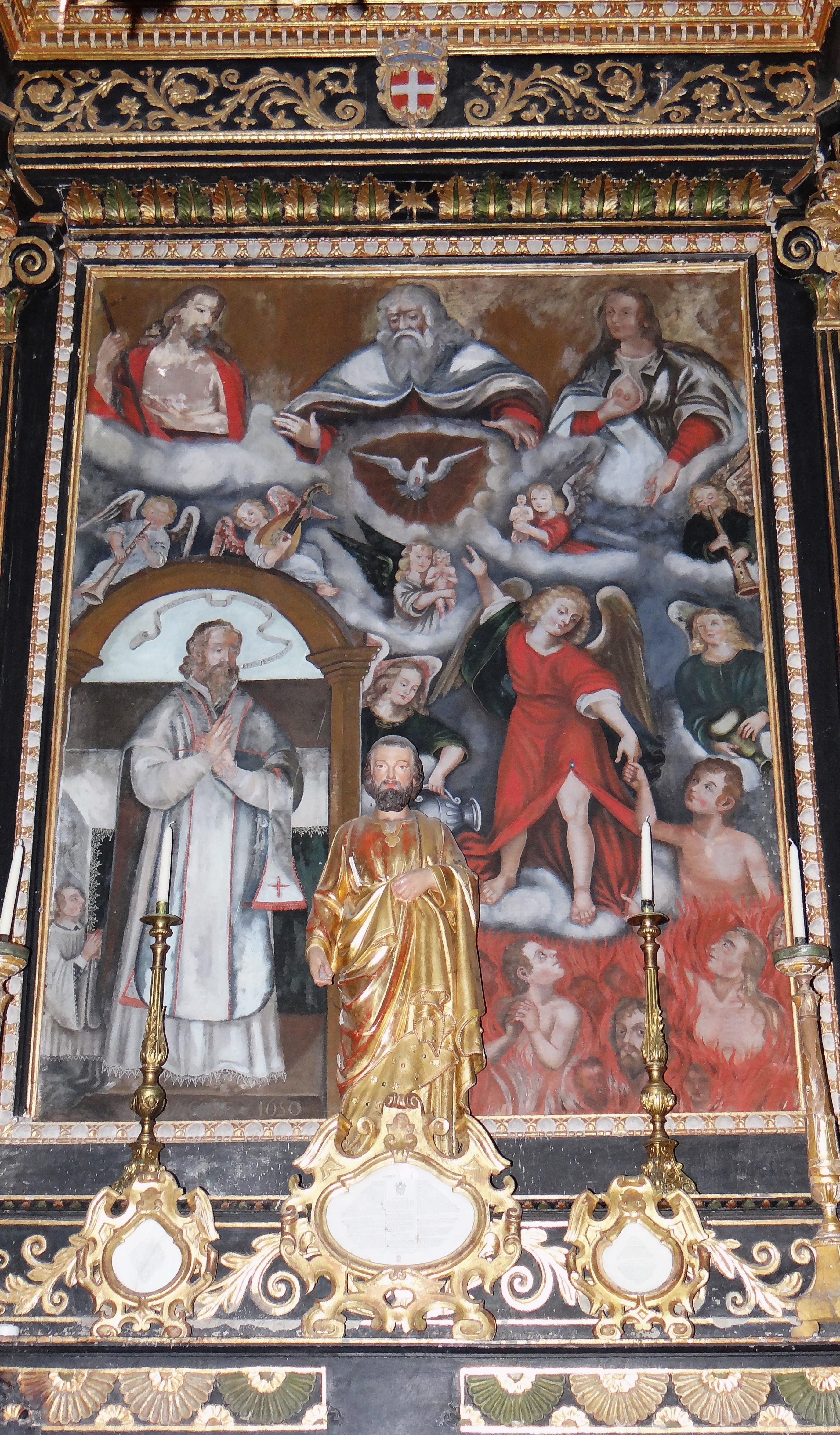
Tableau du Suffrage représentant la Sainte Trinité, la Vierge Marie tenant son sein, un ange montrant Dieu aux âmes du Purgatoire et Jacques le Juste ou le Mineur, premier évêque de Jérusalem, en prière (1650)
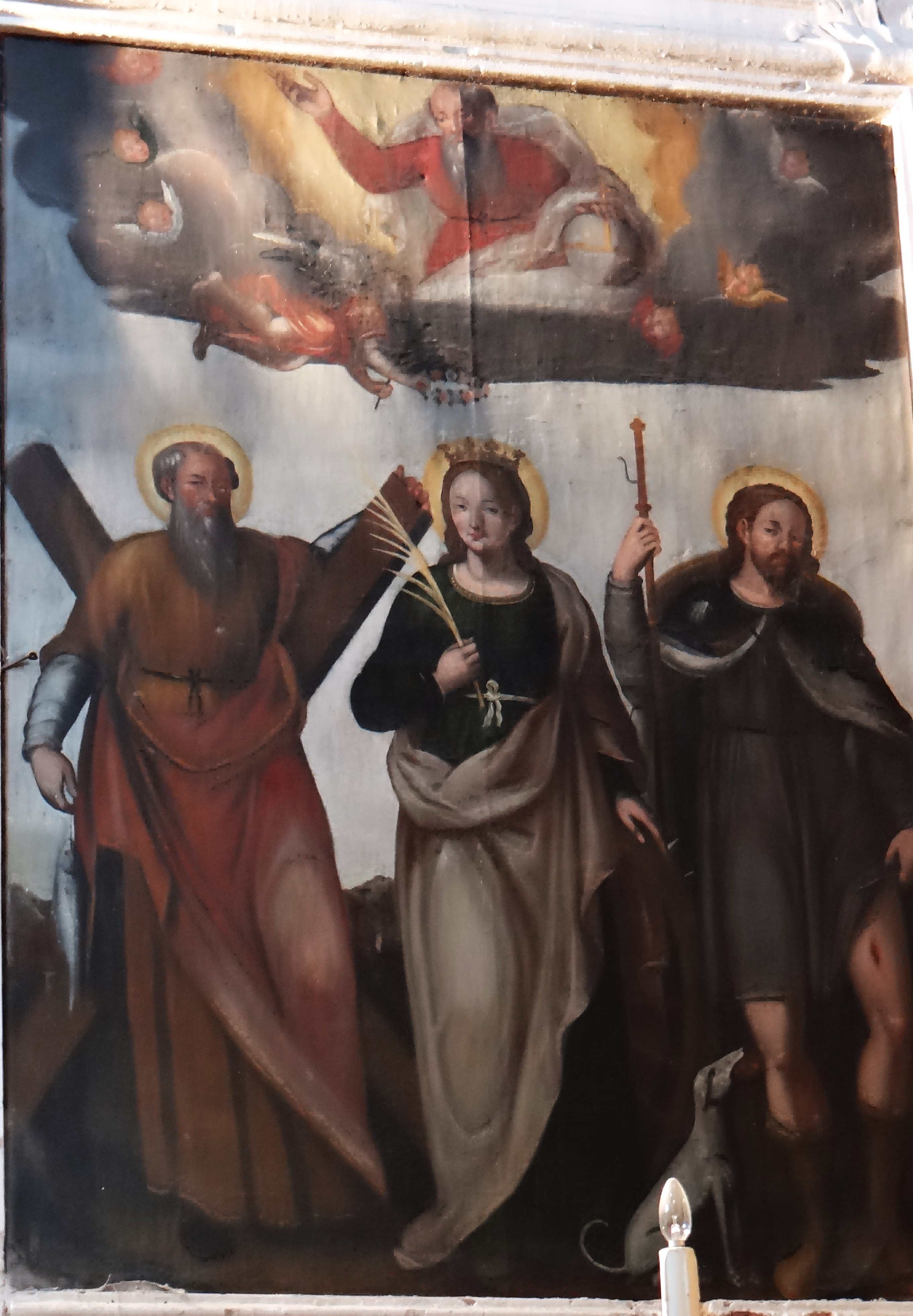
Sainte Catherine d'Alexandrie entre saint André et saint Roch sous un Père éternel bénissant, de Giovanni Rocca (mort vers 1654)